# عظماء بلا مدارس (كتاب)
عظماء بلا مدارس هو كتاب من تأليف الكاتب والرحالة السعودي عبد الله الجمعة سنة 2007. يسلط الكتاب الضوء على حياة أهم الشخصيات الناجحة والمشهورة، التي استطاعت أن تُحقق نجاحات مُلفتة، وما يميز هؤلاء الأشخاص أنهم لم يحتاجوا لتحقيق نجاحاتهم ارتياد جامعات ولم تكن المؤسسات التعليمية السبب وراء نجاحهم، بل على العكس من ذلك استطاعوا بمفردهم أن يُحققوا العديد من النجاحات وحققوا أهدافا عظيمة غيرت مجرى التاريخ بأكمله.

## ملخص الكتاب
يبدأ الكتاب بمقدّمة يتحدّث فيها الكاتب عن شغفه بسير العظماء وقصصهم وملاحظته لرابطٍ مشترك يجمع معظمهم ألا وهو الصعوبات التي تعرّضوا لها واجتازوها بنجاح، ومما لفت نظره في سير معظمهم هو تخلّفهم عن الدّراسة إمّا بسبب الفقر أو بعد المكان أو أيّ سببٍ آخر ومن هنا قرَّر الكاتب جمع أسماء جميع المشاهير والعظماء والبحث عن قصصهم ونشرها على الملأ.
يتحدَّث الكاتب أيضًا في مقدّمة كتابه عن الرسول محمد صلى الله عليه وسلَّم وبأنَّه الأميّ وأعظم خلق الله جميعًا ولكنَّ سيرته أكبر من أن تدرج في كتابٍ عابر ويُسمّي بعض الكتب التي تخصَّصت بالسيرة بشكلٍ مفصَّل.
ثمَّ يفرد الكاتب فصلًا يسميه لماذا هذا الكتاب يذكر فيه نسب وإحصائيات عن عشوائية التعليم وأثرها على الأطفال وعن منظومة التعليم في المدارس والخلل الحاصل فيها وما الهدف من نشر هذا الكتاب.
بعد ذلك، يسرد الكتاب سيرة حياة 51 شخصية عامة عربية وعالمية مشهورة. المشترك بين هاته الشخصيات هو تركها صفوف الدراسة في مرحلة ما إضافة إلى كونها حظيت بشهرة واسعة في مجال ما.

## شخصيات الكتاب
عرض الكتاب سير الشخصيات التالية:
1- أغاثا كريستي (ولدت في 15 سبتمبر 1890 وتوفت في 12 يناير 1976)، هي كاتبة إنجليزية. اشتهرت بكتابتها 66 رواية بوليسية و14 مجموعة قصيرة من القصص، خاصة تلك التي تدور حول مخبريها الخياليين هيركيول بوارو والآنسة ماربل. كتبت كريستي أيضًا أطول مسرحية في العالم، لغز جريمة قتل، مصيدة الفئران، وست روايات رومانسية تحت اسم ماري ويستماكوت. في عام 1971، حصلت على لقب سيدة قائد لمساهمتها في الأدب.
2- بيل غيتس هو رجل أعمال ومبرمج أمريكي ومُحسن (فاعل خير). أسس عام 1975 شركة مايكروسوفت مع بول آلان وقد صنع ثروته بنفسه  ويملك أكبر نصيب فردي من أسهمها المقدر بتسعة بالمئة من الأسهم المطروحة.
3- أوبرا وينفري مُقدمة برامج حوارية أمريكية وممثلة مسرحية وشخصية عالمية.
4- ميخائيل كلاشينكوف وُلد في 10 نوفمبر 1919 وتوفي في 23 ديسمبر 2013 عن عمر ناهز 94 سنة، هو عسكري ومخترع روسي عرفه العالم من خلال السلاح الرشاش إيه كيه-47 الذي اخترعه ويحمل اسمه.
5- مايكل ديل رجل أعمال والمدير التنفيذي لشركة ديل للحواسيب وهو أصغر المدراء التنفيذيين في قائمة أثرى 500 شخص في العالم.
6- عبد الرحمن الجريسي رجل أعمال سعودي.

أحمد ديدات

7- الشيخ أحمد ديدات  (1 يوليو 1918 - 8 أغسطس 2005) داعية وواعظ ومُحاضر ومُناظر إسلامي، اشتُهِر بمناظراته وكتاباته في مقارنة الأديان وعلى وجه الخصوص بين الإسلام والمسيحية أسس وترأس المركز الدولي للدعوة الإسلامية في مدينة ديربان في جنوب أفريقيا وحاز على جائزة الملك فيصل لجهوده في خدمة الإسلام عام 1986م.
8- ونستون تشرشل (30 نوفمبر 1874 - 24 يناير 1965 في لندن) كان رئيس الوزراء في المملكة المتحدة من عام 1940 وحتى عام 1945 (إبان الحرب العالمية الثانية).

محمد ناصر الدين الألباني

9- العلامة محمد ناصرالدين الألباني (1914 - 1999) باحث في شؤون الحديث ويعد من علماء الحديث ذوي الشهرة في العصر الحديث، له الكثير من الكتب والمصنفات في علم الحديث وغيره وأشهرها السلسلة الصحيحة والسلسلة الضعيفة وصحيح الجامع والضعيف الجامع وصفة صلاة النبي.
10- العلامة حمد الجاسر (1328 هـ / 1910 - 16 رجب 1421 هـ / 14 سبتمبر 2000)، عالم وباحث وإعلامي سعودي، مهتم باللغة العربية والتاريخ والجغرافيا وعلم الأنساب، كان عضواً فاعلاً في مجمع اللغة العربية بالقاهرة، وفي المجمع الملكي لبحوث الحضارة الإسلامية في عمان، وعضواً مراسلاً في مجمع اللغة العربية بدمشق،ومجمع اللغة العربية الأردني في عمان والمجمع العراقي في بغداد والمجمع العلمي في الهند.
11- أدولف هتلر سياسي ألماني نازي، ولد في النمسا، وكان زعيم ومؤسس حزب العمال الألماني الاشتراكي الوطني والمعروف باسم الحزب النازي. حكم ألمانيا في الفترة ما بين عامي 1933 و1945 حيث شغل منصب مستشار الدولة (بالألمانية: Reichskanzler) في الفترة ما بين عامي 1933 و1945، والفوهرر (بالألمانية: Führer) في الفترة ما بين عامي 1934 و1945. واختارته مجلة تايم واحدًا من بين مائة شخصية تركت أكبر أثر في تاريخ البشرية في القرن العشرين.
12- إرنست همنغواي عاش بين 21 يوليو 1899 - 2 يوليو 1961 م) كاتب أمريكي يعد من أهم الروائيين وكتاب القصة الأمريكيين.كتب الروايات والقصص القصيرة. لُقِبَ ب «بابا». غلبت عليه النظرة السوداوية للعالم في البداية، إلا أنه عاد ليجدد أفكاره فعمل على تمجيد القوة النفسية لعقل الإنسان في رواياته، غالبا ما تصور أعماله هذه القوة وهي تتحدى القوى الطبيعية الأخرى في صراع ثنائي وفي جو من العزلة والانطوائية . شارك في الحرب العالمية الأولى والثانية حيث خدم على سفينه حربية أمريكية كانت مهمتها إغراق الغواصات الألمانية، وحصل في كل منهما على أوسمة حيث أثرت الحرب في كتابات هيمنجواي وروايته.
13- عباس محمود العقاد أديب ومفكر وصحفي وشاعر مصري، ولد في أسوان عام 1889م، وهو عضو سابق في مجلس النواب المصري، وعضو في مجمع اللغة العربية، لم يتوقف إنتاجه الأدبي بالرغم من الظروف القاسية التي مر بها؛ حيث كان يكتب المقالات ويرسلها إلى مجلة فصول، كما كان يترجم لها بعض الموضوعات، ويعد العقاد أحد أهم كتاب القرن العشرين في مصر، وقد ساهم بشكل كبير في الحياة الأدبية والسياسية، وأضاف للمكتبة العربية أكثر من مائة كتاب في مختلف المجالات.
14- غابرييل غارسيا ماركيز روائي وصحفي وناشر وناشط سياسي كولومبي ولد في أراكاتاكا، ماجدالينا في كولومبيا في 6 مارس 1927.
15- وليام شكسبير شاعر وكاتب مسرحي وممثل إنجليزي بارز في الأدب الإنجليزي خاصة والأدب العالمي عامة.
16- محمود سامي البارودي هو شاعر مصري ولد عام 1838م من أسرة مؤثرة لها صلة بأمور الحكم. نشأ طموحا تبوأ مناصب مهمة بعد أن التحق بالسلك العسكري، وقد ثقف نفسه بالاطلاع على التراث العربي ولا سيما الأدبي؛ فقرأ دواوين الشعراء وحفظ شعرهم وهو في مقتبل عمره. أُعجب بالشعراء المُجددين مثل أبي تمام والبحتري والشريف الرضي والمتنبي وغيرهم، وهو رائد مدرسة البعث والإحياء في الشعر العربي الحديث، وهو أحد زعماء الثورة العرابية. ولقد تولى وزارة الحربية ثم رئاسة الوزراء باختيار الثوار لهُ، ولقب برب السيف والقلم.
17- باولو كويلهو هو روائي وقاص برازيلي ولد (24 اغسطس 1947). يؤلف حاليا القصص المحررة من قبل العامة عن طريق الفيس بوك. تتميز رواياته بمعنى روحي يستطيع العامة تطبيقه مستعملاً شخصيات ذوات مواهب خاصة، لكن متواجدة عند الجميع. كما يعتمد على أحداث تاريخية واقعية لتمثيل أحداث قصصه. عُين سنة 2007 رسول السلام التابع للأمم المتحدة.

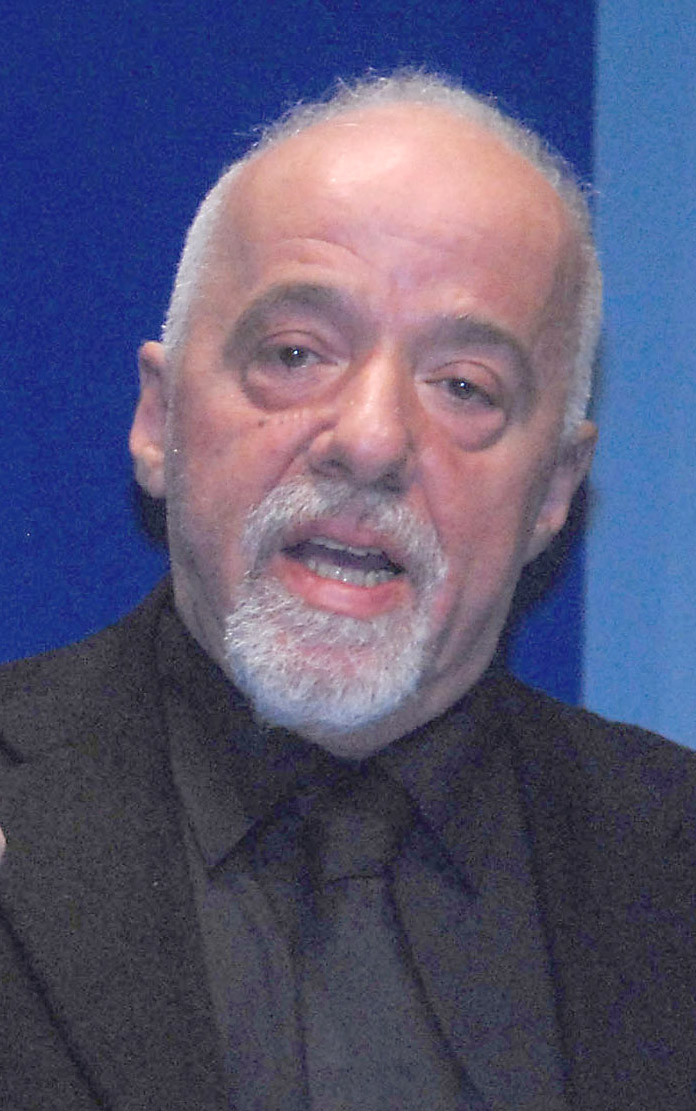
باولو كويلو في 2007

18- عمر المختار (20 أغسطس 1858-الموافق 10 محرم 1275هـ - 16 سبتمبر 1931- الموافق 3 جمادى الأولى 1350هـ)، الشهير بعمر المُختار، المُلقب بشيخ الشهداء، وشيخ المجاهدين، وأسد الصحراء، هو قائد أدوار السنوسية في ليبيا،  وأحد أشهر المقاومين العرب والمسلمين. ينتمي إلى بيت فرحات من قبيلة منفة الهلالية التي تنتقل في بادية برقة.
19- مالكوم إكس (19 مايو 1925 - 21 فبراير 1965)، واسمه عند مولده: مالكوم ليتل، ويُعرف أيضاً باسم الحاج مالك الشباز، هو داعية إسلامي ومدافع عن حقوق الإنسان أمريكي من أصل إفريقي (إفريقي أمريكي)، صحَّح مسيرة الحركة الإسلامية في أمريكا بعد أن انحرفت بقوَّة عن العقيدة الإسلامية، ودعا للعقيدة الصحيحة، وصبر على ذلك حتى اغتيل بسبب دعوته ودفاعه عنها. بالنسبة لمحبيه: كان مالكوم إكس رجلاً شجاعاً يدافع عن حقوق السود، ويوجِّه الاتهامات لأمريكا والأمريكيين البيض بأنهم قد ارتكبوا أفظعَ الجرائم بحق الأمريكيين السود. وأما أعداؤه ومبغضوه فيتهمونه بأنه داعيةٌ للعنصرية وسيادة السود والعنف. وقد وُصف مالكوم إكس بأنه واحدٌ من أعظم الإفريقيين الأمريكيين وأكثرهم تأثيراً على مر التاريخ.
20- العلامة أبو الأعلى المودودي (12 رجب 1321 هـ - 31 ذو القعدة 1399 هـ) ولد في يوم الجمعة بمدينة جيلى بورة القريبة من أورنج أباد في ولاية حيدر أباد بالهند من أسرة مسلمة محافظة اشتهرت بالتدين والثقافة. لم يعلمه أبوه في المدارس الإنجليزية واكتفى بتعليمه في البيت. درس على يد أبيه اللغة العربية والقرآن الكريم والحديث النبوي والفقه الإسلامي وكانت أسرته أسرة علم وفضل. بدأ المودودي العمل في الصحافة عام 1337 هـ. وأصدر مجلة ترجمان القرآن عام 1351 هـ. والمجلة تصدر حتى يومنا هذا. أسس الجماعة الإسلامية في الهند عام 1360 هـ وقادها ثلاثين عاما ثم اعتزل الإمارة لأسباب صحية عام 1392 هـ وتفرغ للكتابة والتأليف. لقد كان الشخص الثاني في التاريخ الذي صلیت جنازته الغائبة في الكعبة المشرفة بعد الملك النجاشي.
21- مصطفى الرافعي كاتب وأديب مصري.

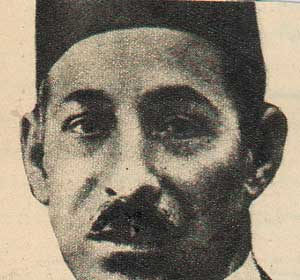
مصطفى صادق الرافعي

22- إسحاق نيوتن عالم إنجليزي يعد من أبرز العلماء مساهمة في الفيزياء والرياضيات عبر العصور وأحد رموز الثورة العلمية. شغل نيوتن منصب رئيس الجمعية الملكية، كما كان عضوًا في البرلمان الإنجليزي، إضافة إلى توليه رئاسة دار سك العملة الملكية، وزمالته لكلية الثالوث في كامبريدج وهو ثاني أستاذ لوكاسي للرياضيات في جامعة كامبريدج. أسس كتابه الأصول الرياضية للفلسفة الطبيعية الذي نشر لأول مرة عام 1687، لمعظم مبادئ الميكانيكا الكلاسيكية. كما قدم نيوتن أيضًا مساهمات هامة في مجال البصريات، وشارك غوتفريد لايبنتز في وضع أسس التفاضل والتكامل.
23- الأخوان رايت هما الأخوان ويلبر رايت وأورفيل رايت.
24- إيليا أبو ماضي شاعر عربي لبناني يعد من أهم شعراء المهجر في أوائل القرن العشرين.
25- توماس إديسون هو مخترع ورجل أعمال أمريكي.
26- غريغور مندل راهبٌ أوغاستيني وعالمٌ نمساوي، ومؤسس علم الوراثة الحديث.
27- جيمس واط هو مهندس اسكتلندي.

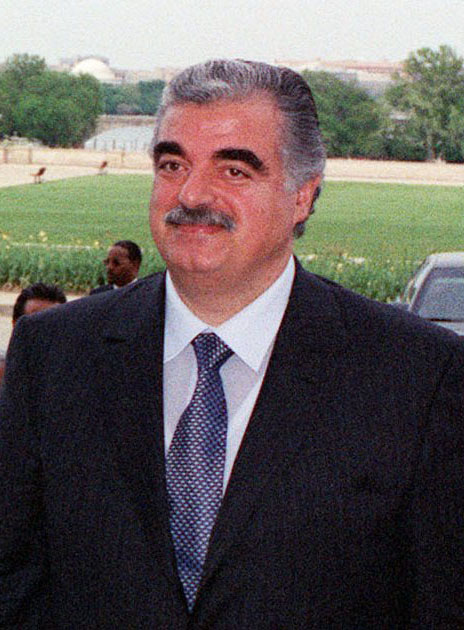
رفيق الحريري

28- رفيق الحريري زعيم لبناني ورئيس وزراء لبنان الأسبق ورجل أعمال. كان يعتبر من كبار رجال الأعمال في العالم، وهو يحمل الجنسيتين اللبنانية والسعودية. لعب دورًا مهمًا في إنهاء الحرب الأهلية اللبنانية وإعمار لبنان بعدها. وقام بالعديد من الأعمال الخيرية وكان أشهرها تقديم منح طلابية للدراسات الجامعية لأكثر من 36000 شاب وشابة من كل الطوائف اللبنانية على مدى 20 عامًا، إضافة إلى تقديم المساعدات لضحايا العدوان الإسرائيلي على لبنان ومساعدة دور الأيتام والعجزة وإنقاذ جمعية المقاصد الخيرية الإسلامية من الديون. عرف بعصاميته فهو لم يرث المال ولا السلطة كما معظم سياسيي لبنان، وأصبح أحد أغنياء العالم نتيجة جهده الشخصي. اغتيل يوم 14 فبراير 2005 بمتفجرة تزن أكثر من 1000 كلغ من التي أن تي، وسبَّبَ اغتياله قيام ثورة الأرز التي أخرجت الجيش السوري من لبنان وأدت إلى قيام محكمة دولية من أجل الكشف عن القتلة ومحاكمتهم.
29- كاليب برادهام كان صيدليًا أمريكيًا، اشتهر باسم مُخترع بيبسي.
30- شونغ جو يونغ مُؤسس شركة هيونداي موتور الكورية الجنوبية.
31- إنغفار كامبراد هو رجل أعمال سويدي، ورئيس شركة الأثاث إيكيا، وقد صنف عام 2008 من قبل قائمة فوربس كسابع أغنى رجل في العالم بثروة قدرها 31 مليار، وفي الوقت الحالي مصنف كأغني شخص في أوروبا ورابع أغنى شخص في العالم.
32- روزا باركس كانت ناشطة من أصول إفريقية أمريكية، طالبت بالحقوق المدنية للأمريكان الأفارقة.
33- تيد تيرنر رجل أعمال أمريكي، يمتلك العديد من وسائل الإعلام، وشركات الترفيه مثل، إستوديوهات يونيفيرسال لإنتاج الأفلام، كما أنه هو مؤسس قناة سي إن إن ومؤسس وورلد تشامبيونشيب ريسلنغ , تزوج الممثلة الأمريكية جين فوندا في عام 1991 وانفصلا في عام 2001.
34- جورج إيستمان مُخترع ورجل أعمال أمريكي، وهو الذي أسَّس شركة إيستمان كوداك واخترع الفيلم الملفوف، مما ساعد على تحقيق شعبية هائلة لـالتصوير الفوتوغرافي.

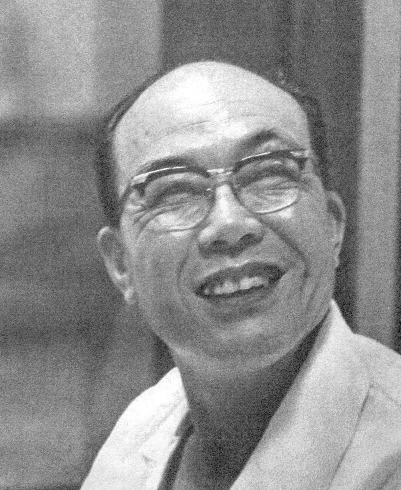
سويتشيرو هوندا

35- سويتشيرو هوندا هو مهندس وصناعي ياباني ومؤسس شركة هوندا سنة 1948.
36- ريموند كروك هو رجل أعمال أمريكي . شارك الأخوين ماكدونالدز في 1954 ووسع المطعم ليصبح أنجح مطعم وجبة سريعة في العالم. وتم إدراجه في مجلة تايم: ضمن أهم 100 شخصية في القرن العشرين.
37- لارس ماغنوس إريكسون هو عامل سكة الحديد ومخترِع ورائد أعمال سويدي.

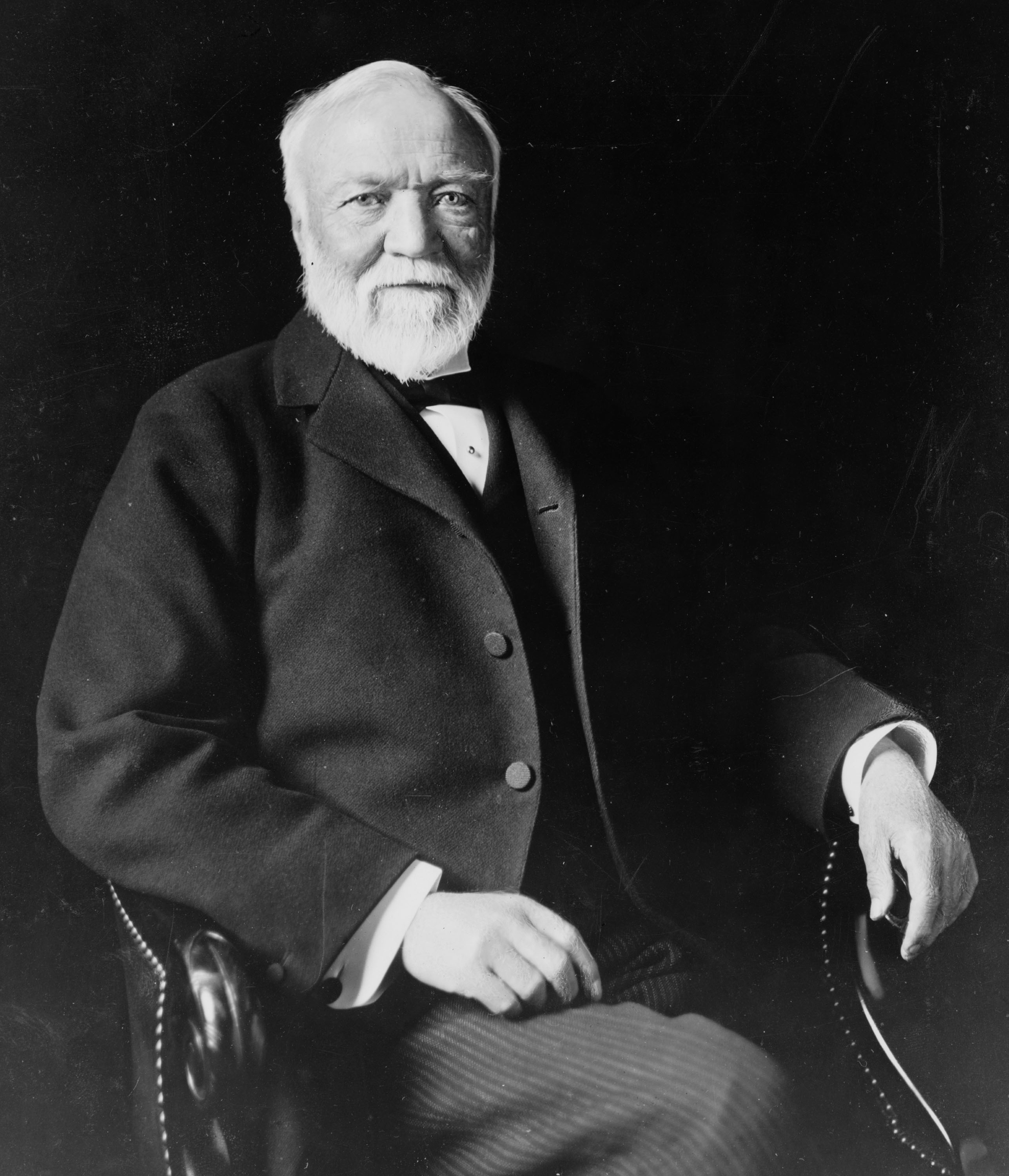
أندرو كارنيغي

38- أندرو كارنيجي كان فاعل خير وصناعيًّا أميركيًّا إسكتلنديًّا.
39- ريتشارد برانسون هو رياضياتي أمريكي.
40- سليمان بن عبد العزيز الراجحي رجل أعمال سعودي ، قدرت فوربس ثروته في عصره الذهبي بحوالي 5.9 مليار دولار مما جعله يحتل المركز 169 في قائمة أغنياء العالم.
41- ليو تولستوي روائي روسي.
42- غوليلمو ماركوني عالم إيطالي ساهم في اكتشاف الموجات كهرومغناطيسية اختراع الراديو، وهو مخترع الإبراق اللاسلكي.
43- جان جاك روسو هو كاتب وأديب وفيلسوف وعالم نبات جنيفي، يعد من أهم كتاب عصر التنوير، وهي فترة من التاريخ الأوروبي، امتدت من أواخر القرن السابع عشر إلى أواخر القرن الثامن عشر الميلاديين. ساعدت فلسفة روسو في تشكيل الأحداث السياسية، التي أدت إلى قيام الثورة الفرنسية. حيث أثرت أعماله في التعليم والأدب والسياسة.
44- هارلاند ساندرز مُتعهد أمريكي أسس سلسة مطاعم كنتاكي.
45- ستيف جوبز مخترع وأحد أقطاب الأعمال في الولايات المتحدة. عُرف بأنه المؤسس الشريك والمدير التنفيذي السابق ثم رئيس مجلس إدارة شركة آبل وهو أيضاً الرئيس التنفيذي السابق لشركة بيكسار ثم عضواً في مجلس إدارة شركة والت ديزني بعد ذلك وحتى وفاته؛ وأثناء إدارته للشركة استطاع أن يخرج للنور كلاً من جهاز الماكنتوش (ماك) بأنواعه وثلاثة من الأجهزة المحمولة وهي: آيبود وآيفون وآي باد.
46- فدوى طوقان من أهم شاعرات فلسطين في القرن العشرين من مدينة نابلس وهي من عائلة فلسطينية معروفة، ولقبت بشاعرة فلسطين، حيث مثّل شعرها أساسًا قويًا للتجارب الأنثوية في الحب والثورة واحتجاج المرأة على المجتمع.

## وصلات خارجية
- صفحة الكتاب على موقع جود ريدز.